# Trylen
Trylen är en liten insjö, delvis inom Rudans naturreservat i Haninge kommun, Stockholms län. Sjön ingår i Tyresåns sjösystem och avvattnas via Övre Rudasjön och Dammträsk till Drevviken. Trylen ligger i Hanvedens skogsområde och mitt på den gamla sockengränsen till Huddinge socken.

## Natur
Trylen är en skogstjärn omgiven av häll- och myrmarker och på dess östra sida finns en rastplats. Vid tjärnens norra del finns ett vindskydd. Tjärnen är fylld med vippande ängsull och här växer också pors och skvattram.